# Sveda och värk
Sveda och värk är i juridik fysiskt och psykiskt lidande av övergående natur för vilket en part kan begära skadestånd enligt 5 kap. 1 § 3 p. skadeståndslagen (1972:207).
Det skall alltså handla om en övergående skada, smärta eller lidande, till skillnad från lyte och men som avser permanenta skador. Ersättning för sveda och värk skall fungera som kompensation för en övergående och tillfälligt smärta, psykiskt lidande eller under viss tid försvårad livssituation. Skadeståndet skall de jure ersätta den individuella skadan och i någon mån kompensera för det lidande som åsamkats annan. De facto är situationen något annorlunda och ersättning utgår sällan efter en helt individuell bedömning, då denna i många fall visat sig vara mycket svår att utföra. Istället utgår oftast ersättning efter schablonmodeller som uppställts av rättsordningen och myndigheter som typiska och generellt anpassade för viss skada. Detta hindrar dock inte domstolarna att frångå schablonerna i fall då detta är motiverat.